# گلن‌ور (ویرجینیا)
گلن‌ور (به انگلیسی: Glenvar) یک منطقهٔ مسکونی در ایالات متحده آمریکا است که در شهرستان روانوک، ویرجینیا واقع شده‌است. گلن‌ور ۹۷۶ نفر جمعیت دارد و ۳۳۲ متر بالاتر از سطح دریا واقع شده‌است.